# چرخه کوری

چرخهٔ کوری

چرخهٔ کُوری (Cori cycle) یا چرخهٔ اسید لاکتیک، فرایندی است که در اثر آن اسید لاکتیکی که با قندکافت بی‌هوازی در ماهیچه‌ها تولید شده به کبد می‌رود و دوباره به گلوکز تبدیل می‌شود. نخستین بار کارل فردیناند کوری و گرتی کوری این پدیده را شناختند.

## توضیح
فعالیت‌های بدنی (ماهیچه ای) نیاز به ATP یا آدنوزین تری‌فسفات دارد. این ماده از شکسته شدن گلیکوژن در ماهیچه‌های اسکلتی بدست می‌آید. فرایند شکسته شدن گلیکوژن، گلیکوژنولیز نام دارد که گلوکز را در قالب گلوکز ۱-فسفات یا G-1-P در بدن آزاد می‌کند. G-1-P با کمک آنزیم هگزوکیناز یا گلوکوکیناز به G-6-P دگرگون می‌شود. این ماده خوراک فرایند قندکافت است و منجر به تولید ATP برای یاخته ماهیچه‌ای می‌شود و منبع انرژی برای آنها است. در هنگام فعالیت بدنی، ذخیرهٔ ATP همواره باید جایگزین شود. هنگامی که اکسیژن کافی باشد این انرژی از مصرف پیرویک اسید، یکی از محصولات گلوکز در چرخهٔ کربز بدست می‌آید.